# Sipar

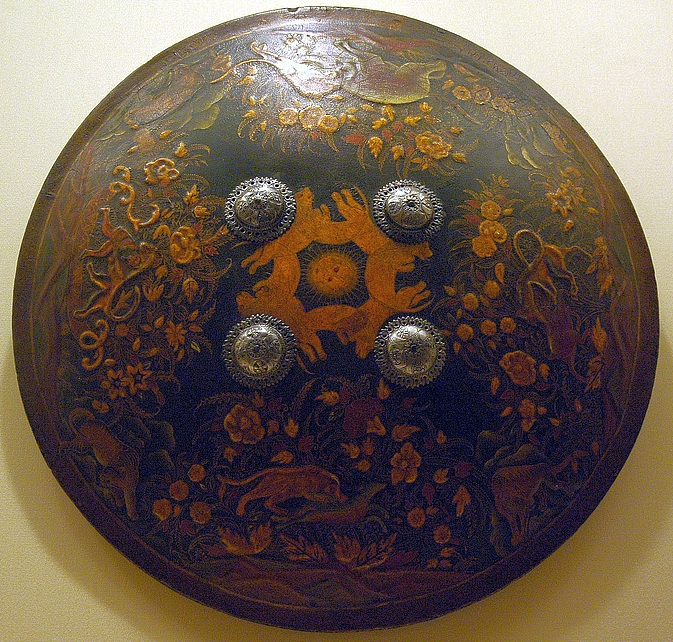
Dhal im Metropolitan Museum of Art

Der Sipar (indisch: Dhal) ist ein asiatischer mittelalterlicher und frühneuzeitlicher Schild.

## Beschreibung
Der Sipar gehört zu den Rundschilden. Er wurde in Indien und Persien benutzt. Der Durchmesser ist relativ klein und beträgt zwischen 20 und 61 cm. Manche dieser Schilde sind sehr flach gearbeitet, andere wiederum stark gekrümmt (konvex). Die Schilde bestehen aus Leder oder aus Metall. Die Außenseite wurde den jeweils bestehenden kulturellen Eigenarten angepasst. Das besondere ist die Griffanordnung des Schildes. Auf der Innenseite des Schildes sind die Griffe so angeordnet, dass sie in der Hand gehalten werden können oder aber am Arm getragen werden können.
Der Sipar blieb bis zum frühen 19. Jahrhundert in Gebrauch. Mit der Verbreitung der Feuerwaffen verlor er seine Bedeutung. 